# Leblanc Gergely
Leblanc Gergely (Budapest, 1992. május 27. –) Harangozó Gyula-díjas magyar balettművész, érdemes művész.

## Életpályája
1992-ben született. Édesapja Leblanc Győző, édesanyja Csonka Zsuzsanna, bátyja ifj. Leblanc Győző. A Magyar Táncművészeti Főiskolán diplomázott 2011-ben, közben egy évet tanult a Royal Ballet Schoolban (2009-2010). 2011-től a Magyar Nemzeti Balett és a Magyar Állami Operaház tagja. Mesterei között volt: Lieszkovszky Melinda, Fodor Gyula, Andrew Kelly, Turi Sándor, Solymosi Tamás, David Peden és Dózsa Imre is.
2024-ben bejelentette, hogy visszavonul a színpadtól, a továbbiakban a háttérben segíti a Magyar Nemzeti Balett munkáját.

## Főbb szerepei
- Vajnonen/Csajkovszkij: A diótörő – Diótörő herceg
- Petipa/ifj. Harangozó/Pongor/Fajth/Minkus: Don Quijote – Basil
- Cranko/Csajkovszkij: Anyegin – Lenszkij
- Seregi/Prokofjev: Rómeó és Júlia – Rómeó
- Seregi/Goldmark: A makrancos Kata – Lucentio
- Pártay/Liszt/Wagner/Berlioz: Aranyecset – Paál László
- Pártay/Dvořák: Elfújta a szél – Charles Hamilton
- Pártay/Csajkovszkij: Anna Karenina – Levin
- ifj. Harangozó/Kocsák: Hófehérke és a 7 törpe – Herceg
- North/Downes: Trójai játékok
- Kylián/Mozart: Petite Mort
- Eagling/Csajkovszkij: A diótörő – Diótörő herceg, Unokaöcs, Diótörő baba
- Dantzig/Schayk/Csajkovszkij: A hattyúk tava – Siegfried
- Lander/Czerny/Riisager: Etűdök – Szóló fiú 2

## Versenyek
- Helsinki International Ballet Competition, Finnország – 3. helyezés (2009)
- Prix de Lausanne, Svájc – Döntős (2009)
- Rudolf Nurejev Nemzetközi Balettverseny, Budapest – Különdíj (2008)
- New Generation, Budapest – Különdíj (2008)
- Beijing International Ballet Invitational Competition, Kína (2008)

## Díjai, elismerései
- Vécsey Elvira-díj (2011)
- Az évad legjobb pályakezdő táncművésze (2014)
- Az évad legjobb férfi táncművésze (2015)
- A Magyar Nemzeti Balett Étoile-ja (2016/2017)
- Harangozó Gyula-díj (2017)
- Magyar Arany Érdemkereszt (2020)
- Érdemes művész (2021)
- Junior Príma díj (2021)